# دیوید ریتنبرگ
دیوید ریتنبرگ (انگلیسی: David Rittenberg؛ زاده ۱۱ نوامبر ۱۹۰۶ درگذشته ۲۴ ژانویهٔ ۱۹۷۰) یک دانشمند در زمینه زیست‌شیمی اهل ایالات متحده آمریکا بود. 